# Vsauce
Vsauce é uma marca de canais no YouTube criada pelo educador Michael Stevens. Os canais apresentam vídeos relacionados a vários assuntos científicos, psicológicos, matemáticos e filosóficos, além de jogos, tecnologia, cultura e outros assuntos de interesse geral.

## História
Em 24 de junho de 2010, Michael Stevens abriu o canal Vsauce principal. Inicialmente, a programação do canal focava em jogos de vídeo e contava com um número de apresentadores diferentes. No entanto, certas séries de vídeos como "IMG!" se destacaram e Michael Stevens se tornou o único apresentador. O canal então se formou numa mistura de informação e atividades online, e apenas séries educacionais surgiram. As séries educacionais tornaram-se mais populares, e desde 9 de setembro de 2012, apenas a série educacional (conhecida como DOT) tem sido apresentada. De acordo com o episódio #18 de "LÜT" no canal Vsauce original, o nome "Vsauce" foi gerado usando uma função de geração de sites falsos de um website chamado Fake Name Generator (Gerador de Nome Falso). Após Stevens ter gerado o site falso "Vsauce.com" ele o registrou e então começou a subir vídeos.
Em dezembro de 2010, os canais Vsauce2 (em 7 de dezembro), e Vsauce3 (em 24 de dezembro) foram abertos. Em 25 de julho de 2012, o canal WeSauce foi aberto.
Vsauce foi um dos canais mais rápidos a crescer durante setembro de 2012. Durante aquele mês, o canal Vsauce principal alcançou 1 milhão de inscritos. No mesmo mês, Bill Nye apareceu em um dos vídeos do canal principal, que tinha como foco a piada, "Por que a galinha atravessou a rua?".
Stevens detalha no vídeo A Defense of Comic Sans (Em Defesa de Comic Sans) que a fonte de texto Alsina foi usada pelos canais Vsauce por causa de sua grande semelhança à caligrafia de Nik Guinta, a criadora do logotipo original do Vsauce. Um novo logotipo desenhado por Natasha Jen foi adotado em dezembro de 2014 a fim de trazer uma aparência mais 'madura' aos canais. Utiliza a fonte Din Next Rounded além de possuir um desenho fluido para transmitir a ideia de "sauce" (molho) que o nome "Vsauce" sugere.

### Estatísticas
Estatísticas dos canais em 29 de maio de 2018.
| Canal    | Vídeos | Inscritos  | Visualizações totais | Ref.   |
| -------- | ------ | ---------- | -------------------- | ------ |
| Vsauce   | 370    | 13.285.366 | 1.424.777.012        | [ 7 ]  |
| Vsauce2  | 339    | 3.875.493  | 563.643.816          | [ 11 ] |
| Vsauce3  | 161    | 3.529.663  | 345.496.540          | [ 12 ] |
| D.O.N.G. | 209    | 1.145.336  | 79.127.776           | [ 19 ] |
| WeSauce  | 51     | 175.805    | 4.377.981            | [ 13 ] |

## Canais

### Vsauce
O canal Vsauce principal, também conhecido como Vsauce1 para distinguir dos outros canais, é apresentado pelo fundador, Michael Stevens, e apresenta vídeos sobre fatos de vários aspectos da ciência, matemática, antropologia, e filosofia. A primeira série de vídeos, DOT, conta com Stevens discutindo um tópico ou questão de forma não linear, com várias interpretações sobre a questão e incluindo fatos relacionados e observações. Stevens afirmou que faz suas pesquisas na Wikipédia e em artigos acadêmicos para encontrar informações para seus vídeos.
Os vídeos do Vsauce têm sido destaque em várias publicações de notícias online, tal como The Huffington Post, CBS, e Gizmodo.

### Vsauce2
Vsauce2 é um canal que atualmente possui três séries recorrentes de vídeos que tratam de conhecimentos incomuns e tecnologia: MindBlow, Retro Tech, e The Human Experience, e séries não recorrentes: FAK, BiDiPi, Thought Glass, WAC, 54321, BOAT, e Weirdos of the Month. Vsauce2 também inclui The Vsauce2 Leanback. "Leanback" é uma lista de reprodução que inclui um número de vídeos do YouTube de vários canais tratando do mesmo assunto. Há pequenos clipes do apresentador do Leanback apresentando ao espectador o próximo vídeo do Leanback. Kevin Lieber é o apresentador principal no canal Vsauce2.